# Pompes funèbres (Jean Genet)
Pompes funèbres est un roman de Jean Genet publié en 1947, dédié à son amant Jean Decarnin, résistant communiste mort à la Libération. Il raconte deux histoires d'amour, la première à Paris entre le soldat allemand Erik et le collaborateur français Riton, et la seconde entre Hitler et un Français du nom de Paolo.